# Орхеві
Орхеві (груз. ორხევი, [ɔrxɛvi] д·і) — село в Грузії.
За даними перепису населення 2014 року в селі проживає 235 осіб.